# Le Nouvel Ordre Jedi
Le Nouvel Ordre Jedi (titre original : The New Jedi Order) est une série littéraire de science-fiction placée dans l'univers étendu de Star Wars.

## Résumé
Sur la planète Belkadan, proche de la Bordure extérieure, une équipe de scientifiques observe l'arrivée d'un objet provenant de l'extérieur de la galaxie. Cet objet s'écrase sur la planète Helska 4. Pendant ce temps là, sur Rhommamool, Nom Anor, l'intrigant leader de cette pauvre planète attise la tension qu'entretient son peuple envers la planète voisine Osarian. Les héros de la Nouvelle République sont cette fois confrontés à des ennemis inattendus : les yuuzhan vong provenant d'une autre galaxie et qui ont décidé de conquérir et de soumettre toute la galaxie.
À la suite de la seconde bataille de Helska 4, la Nouvelle République pense que la menace vong est écartée. Cependant, afin d'éviter une guerre contre les envahisseurs, les Jedi et leurs alliés décident qu'il serait mieux d’améliorer leurs connaissances de ces guerriers. Leia Organa, aidée de sa fille Jaina et de Danni Quee, agissent afin d'amener différentes forces de toute la Bordure extérieure à s'unir contre les vong, en soutien des forces militaires de la Nouvelle République. Luke part sur Belkaden en compagnie de son neveu Jacen pour découvrir ce que les Yuuzhan Vong ont fait de la planète après qu'elle a été empoisonnée par Yomin Carr à des fins de terra-formage. Pendant ce temps, Anakin, le frère de Jacen et Jaina, emmène Mara, la femme de Luke sur Dantooine pour qu'elle se repose et récupère d'une maladie dont les vong sont responsables. Les Jedi Corran Horn et Ganner Rhysode sont aussi envoyés sur la planète Bimmiel afin de retrouver des étudiants en archéologie disparus. Sur Belkaden, Luke et Jacen observent le comportement et les habitudes des Yuuzhan Vong. Ils partent ensuite pour Dantooine. Ils arrivent à temps pour aider Anakin à défaire une horde vong. Sur Bimmiel, Corran et Ganner découvrent que les deux étudiants disparus sont en fait retenus par deux guerriers Vong qui possèdent aussi d'autres esclaves maltraités. Les deux Jedi réussissent à sauver les étudiants après une rude confrontation avec les Vong, au cours de laquelle Corran est grièvement blessé, Ganner est obligé de le transporter grâce à la force pour le sauver. Sur Dantooine a lieu une grande bataille où les forces de la République essayent de défendre les réfugiés de Dubrillion contre une nouvelle invasion des Vong. L'armée des Vong est composée en majeure partie par des esclaves contrôlés par un Coordinateur de guerre Vong que Luke parvient finalement à détruire. À la suite de cela, les forces de la Nouvelle République s'enfuit en évacuant les réfugiés encore en vie. De retour sur Coruscant, Leia et l'amiral Ke'frey menacent le Conseil de la Nouvelle République d'un coup d'état en raison d'un blocage des forces militaires par les politiciens malgré l'urgence de la situation, et la menace d'une invasion.
Non content d'avoir détruit tant de planètes, le Maître de Guerre Tsavong Lah demande la tête de tous les Jedi. Terrible danger, surtout pour l'Académie Jedi de Yavin 4. Déjà la Brigade de la Paix - des Guerilleros - atteint le système de Yavin, suivie de près par une flotte Yuuzhang Vong. Luke Skywalker confie à Talon Karrde la direction d'une expédition de secours, mais Anakin Solo pense qu'il sera plus facile de se faire pardonner une initiative que d'en demander la permission ; et il s'élance vers Yavin 4 dans son X-Wing. Pour la confiance en soi, le courage et le don de la Force, il est son rival ; mais quand son amie Tahiri est séparée des autres aspirants Jedi de l'Académie et capturée par les aliens, même Anakin est débordé. Les Yuuzhan Vong ont leur idée sur l'avenir de Tahiri, et ils ne reculeront devant rien pour parvenir à leurs fins.

## Chronologie
1. Vecteur Prime (Vector Prime) – 25 ap. BY
2. La Marée des ténèbres I : Assaut (Dark Tide I: Onslaught) – 25 ap. BY
3. La Marée des ténèbres II : Naufrage (Dark Tide II: Ruin) – 25 ap. BY
4. Les Agents du chaos I : La Colère d'un héros (Agents of Chaos I: Hero's Trial) – 25 ap. BY
5. Les Agents du chaos II : L'Éclipse des Jedi (Agents of Chaos II: Jedi Eclipse) – 25 ap. BY
6. Point d'équilibre (Balance Point) – 26 ap. BY
7. L'Aurore de la victoire I : Conquête (Edge of Victory I: Conquest) – 26 ap. BY
8. L'Aurore de la victoire II : Renaissance (Edge of Victory II: Rebirth) – 26 ap. BY
9. Étoile après étoile (Star by Star) – 27 ap. BY
10. Sombre Voyage (Dark Journey) – 27 ap. BY
11. Derrière les lignes ennemies I : Le Rêve rebelle (Enemy Lines I: Rebel Dream) – 27 ap. BY
12. Derrière les lignes ennemies II : La Résistance rebelle (Enemy Lines II: Rebel Stand) – 27 ap. BY
13. Le Traître (Traitor) – 27 ap. BY
14. La Voie du destin (Destiny's Way) – 28 ap. BY
15. L'Hérétique de la Force I : Les Vestiges de l'Empire (Force Heretic I: Remnant) – 28 ap. BY
16. L'Hérétique de la Force II : Les Réfugiés (Force Heretic II: Refugee) – 28 ap. BY
17. L'Hérétique de la Force III : Réunion (Force Heretic III: Reunion) – 28 ap. BY
18. L'Ultime Prophétie (The Final Prophecy) – 28 ap. BY
19. La Force unifiée (The Unifying Force) – 29 ap. BY

## Vecteur Prime
Vecteur Prime est écrit par R. A. Salvatore. Il est publié sous son titre original, Vector Prime, aux États-Unis par Del Rey Books le 5 octobre 1999,. Il est traduit en français par Jean-Marc Toussaint et publié par les éditions Presses de la Cité le 17 février 2000, avec alors 338 pages,.

## La Marée des ténèbres I: Assaut
Assaut est écrit par Michael A. Stackpole. Il est publié sous son titre original, Onslaught, aux États-Unis par Del Rey Books le 1er février 2000,. Il est traduit en français par Rosalie Guillaume et publié par les éditions Fleuve noir le 22 mars 2001, avec alors 287 pages,.

## La Marée des ténèbres II: Naufrage
Naufrage est écrit par Michael A. Stackpole. Il est publié sous son titre original, Ruin, aux États-Unis par Del Rey Books le 6 juin 2000,. Il est traduit en français par Rosalie Guillaume et publié par les éditions Fleuve noir le 11 avril 2001, avec alors 284 pages,.

## Les Agents du chaos I: La Colère d'un héros
La Colère d'un héros est écrit par James Luceno. Il est publié sous son titre original, Hero's Trial, aux États-Unis par Del Rey Books le 1er août 2000,. Il est traduit en français par Rosalie Guillaume et publié par les éditions Fleuve noir le 29 novembre 2001, avec alors 284 pages,.

## Les Agents du chaos II: L'Éclipse des Jedi
L'Éclipse des Jedi est écrit par James Luceno. Il est publié sous son titre original, Jedi Eclipse, aux États-Unis par Del Rey Books le 3 octobre 2000,. Il est traduit en français par Rosalie Guillaume et publié par les éditions Fleuve noir le 24 janvier 2002, avec alors 315 pages,.

## Point d'équilibre
Point d'équilibre est écrit par Kathy Tyers. Il est publié sous son titre original, Balance Point, aux États-Unis par Del Rey Books le 31 octobre 2000,. Il est traduit en français par Jean-Marc Toussaint et publié par les éditions Presses de la Cité le 3 mai 2001, avec alors 411 pages,.

## L'Aurore de la victoire I: Conquête
Conquête est écrit par Gregory Keyes. Il est publié sous son titre original, Conquest, aux États-Unis par Del Rey Books le 3 avril 2001,. Il est traduit en français par Rosalie Guillaume et publié par les éditions Fleuve noir le 30 avril 2002, avec alors 283 pages,.

## L'Aurore de la victoire II: Renaissance
Renaissance est écrit par Gregory Keyes. Il est publié sous son titre original, Ribirth, aux États-Unis par Del Rey Books le 31 janvier 2001,. Il est traduit en français par Rosalie Guillaume et publié par les éditions Fleuve noir le 27 juin 2002, avec alors 288 pages,.

## Étoile après étoile
Étoile après étoile est écrit par Troy Denning. Il est publié sous son titre original, Star By Star, aux États-Unis par Del Rey Books le 30 octobre 2001,. Il est traduit en français par ean-Marc Toussainne t publié par les éditions Presses de la Cité le 3 octobre 2002, avec alors 710 pages,.

## Sombre Voyage
Sombre Voyage est écrit par Elaine Cunningham. Il est publié sous son titre original, Dark Journey, aux États-Unis par Del Rey Books le 29 janvier 2002,. Il est traduit en français par Jean-Marc Toussaint et publié par les éditions Fleuve noir le 11 septembre 2003, avec alors 318 pages,.

## Derrière les lignes ennemies I: Le Rêve rebelle
Le Rêve rebelle est écrit par Aaron Allston. Il est publié sous son titre original, Rebel Dream, aux États-Unis par Del Rey Books le 26 mars 2002,. Il est traduit en français par Grégoire Danniereau et publié par les éditions Fleuve noir le 13 novembre 2003, avec alors 286 pages,.

## Derrière les lignes ennemies II: La Résistance rebelle
La Résistance rebelle est écrit par Aaron Allston. Il est publié sous son titre original, Rebel Stand, aux États-Unis par Del Rey Books le 28 mai 2002,. Il est traduit en français par Brigitte Soelzer et publié par les éditions Fleuve noir le 20 janvier 2004, avec alors 352 pages,.

## Le Traître
Le Traître est écrit par Matthew Stover. Il est publié sous son titre original, Traitor, aux États-Unis par Del Rey Books le 30 juillet 2002,. Il est traduit en français par Rosalie Guillaume et publié par les éditions Fleuve noir le 25 mars 2004, avec alors 284 pages,.

## La Voie du destin
La Voie du destin est écrit par Walter Jon Williams. Il est publié sous son titre original, Destiny's Way, aux États-Unis par Del Rey Books le 1er octobre 2002,. Il est traduit en français par Jean-Marc Toussaint et publié par les éditions Presses de la Cité le 20 mars 2003, avec alors 500 pages,.

## L'Hérétique de la Force I: Les Vestiges de l'Empire
Les Vestiges de l'Empire est écrit par Shane Dix et Sean Williams. Il est publié sous son titre original, Remnant, aux États-Unis par Del Rey Books le 4 février 2003,. Il est traduit en français par Gilles Dupreux et publié par les éditions Fleuve noir le 24 juin 2004, avec alors 350 pages,.

## L'Hérétique de la Force II: Les Réfugiés
Les Réfugiés est écrit par Shane Dix et Sean Williams. Il est publié sous son titre original, Refugee, aux États-Unis par Del Rey Books le 29 avril 2003,. Il est traduit en français par Rosalie Guillaume et publié par les éditions Fleuve noir le 6 août 2004, avec alors 318 pages,.

## L'Hérétique de la Force III: Réunion
Réunion est écrit par Shane Dix et Sean Williams. Il est publié sous son titre original, Reunion, aux États-Unis par Del Rey Books le 1er juillet 2003,. Il est traduit en français par Rosalie Guillaume et publié par les éditions Fleuve noir le 15 octobre 2004, avec alors 318 pages,.

## L'Ultime Prophétie
L'Ultime Prophétie est écrit par Gregory Keyes. Il est publié sous son titre original, The Final Prophecy, aux États-Unis par Del Rey Books le 30 septembre 2003,. Il est traduit en français par Brigitte Soelzer et publié par les éditions Fleuve noir le 2 décembre 2004, avec alors 313 pages,.

## La Force unifiée
La Force unifiée est écrit par James Luceno. Il est publié sous son titre original, The Unifying Force, aux États-Unis par Del Rey Books le 4 novembre 2003,. Il est traduit en français par Jean-Marc Toussaint et publié par les éditions Presses de la Cité le 7 octobre 2005, avec alors 519 pages,.

## Adaptations
La période du Nouvel Ordre Jedi a inspiré deux séries de comics.
- Une mini-série de quatre numéros racontant les réactions des différents héros à la mort de Chewbacca est parue en 2000 chez Dark Horse. Elle est écrite par Darko Macan et dessinée par un collectif d'artistes. Dans les pays francophones, la série est parue dans le tome trois de la collection La Nouvelle République des éditions Delcourt en 2007.
- Une autre série de comics prenant place dans la période du Nouvel Ordre Jedi est parue chez Dark Horse entre 2009 et 2011. Les dix-sept chapitres répartis sur trois arcs distincts ont été écrits par Tom Taylor et dessinés par Colin Wilson. Les éditions Delcourt ont traduit l'intégralité de la série dans trois tomes reprenant chacun un arc de la série. Ils ont pour nom : Réfugiés, Rescapés et Vérités.